# Cầu vượt ngã tư Thủ Đức
Cầu vượt ngã tư Thủ Đức nằm trên tuyến Xa lộ Hà Nội là cầu vượt tại ngã tư Thủ Đức, thuộc địa phận thành phố Thủ Đức, Thành phố Hồ Chí Minh. Đây là cầu vượt bằng thép thứ 1. Lưu lượng xe tải, xe container giảm áp lực ùn tắc giao thông vào cửa ngõ thành phố.

## Thông số kỹ thuật
Cầu vượt có tổng chiều dài 570 m, rộng 16 m với 4 làn xe chạy 2 chiều dành cho xe buýt, xe dưới 9 chỗ vận tốc thiết kế 60 km/giờ, tải trọng thiết kế HL-93. Cầu có tuổi thọ là 100 năm.

## Sự cố về lún
Năm 2013, mặt cầu xảy ra vết lún khá nghiêm trọng, yêu cầu phải sửa chữa mặt cầu lún. Cho đến năm 2015, cầu vượt đã 3 lần bị sụt lún gây khó khăn cho xe cộ khi lưu thông trên cầu.